# Ptinus espanyoli
Ptinus espanyoli is een keversoort uit de familie klopkevers (Ptinidae). De wetenschappelijke naam van de soort werd in 1997 gepubliceerd door Xavier Bellés.